# Turnix olivii
El torillo de Robinson (Turnix olivii) es una especie de ave turniciforme de la familia Turnicidae endémica del extremo nororiental de Australia. Es el más grande de los torillos y posiblemente el más escaso.

## Descripción
El torillo de Robinson mide entre 18 y 23 cm de largo y suele pesar alrededor de 110 g. Tiene las alas y la cola cortas. Su espalda y alas son de color castaño con cierto moteado blanco y negro. Su cabeza es gris salvo los laterales de su rostro que también son castaños. Su pecho es de color canela. Coincide tanto el torillo pintojo como la perdiz tasmana de apariencia similar. El torill de Robinson es más grande y de patas más largas que ambos, y de anatomía bastante diferente a la perdiz que además es más oscura. El torillo pintojo está casi totalmente moteado, con motas blancas sobre el pecho gris, no canela. La especie más similar es el torillo dorsicastaño cuyas áreas de distribución no solapan.

## Distribución y hábitat
Se encuentra únicamente en la Península del Cabo York, en el norte de Queensland, el extremo nororiental de Australia, desde cerca de Coen a Mareeba al oeste de Cairns.
Esta especie prefere las tierras bajas y los bosques y herbazales costeros, aunque puede encontrarse hasta altitudes de 400 m s. n. m. La especie depende de los bosques cubiertos de hierba compuestos por especies de los géneros Melaleuca, Acacia, Alphitonia y Tristania. También se les puede observar en zonas de matorral denso y zonas rocosas casi sin cubierta de matorral.

### Estado de conservación
El torillo de Robinson es una especie en peligro de extinción, con una población estimada de unos 500 individuos, y un área de distribución histórica de solo unos 2070 km². Además han desaparecido de gran parte de su área de distribución original, posiblemente debido a la sobreexplotación del pasto que realiza el ganado, el aclarado realizado para la ocupación humana y el régimen de incendios.

### Áreas importantes
Los lugares identificados por BirdLife International como importantes para la conservación del torillo de Robinson son los montes de Hierro y los McIlwraith, y el río Morehead.

## Comportamiento
Muy pocas personas han observado al torillo de Robinson debido a su reducido área de distribución y su carácter esquivo. Suele andar por lugares donde está bien camuflado, y no alza el vuelos salvo que sea absolutamente necesario. Generalmente es sedentario, aunque se han registrado algunos desplazamientos, probablemente debidos a los cambios estacionales del hábitat.

### Alimentación
Se desconocen los detalles sobre su dieta, pero como el resto de torillos probablemente come insectos y semillas.

### Reproducción
Se sabe que estas aves crían en solitario. Su época de cría va de enero a marzo. Su nido cosiste en una somera depresión del terreno cubierta con una cúpula de hierba con una entrada lateral, cuyo interior está forrado de hojas y hierbas. Generalmente su nido está escondido entre la vegetación. Ponen de dos a cuatro huevos (generalmente tres). Sus huevos son blancos con motas marrones, grises azuladas o negras. El macho asume la tarea de incubación y cuidado de los pollos, como en el resto de congéneres. Sus polluelos son precoces y nidífugos.